# Macao
Macao (em Portugal, Macau) é um filme estadunidense de género drama realizado em 1952 por Josef von Sternberg e produzido por Alex Gottlieb, com realização também partilhada com Nicholas Ray, com argumento de Bernard C. Schoenfeld e Stanley Rubin, com a duração de setenta e oito minutos e protagonizado por Jane Russel e Robert Mitchum, no elenco principal. Este filme foi o penúltimo da carreira de Stenberg e tornou-se no símbolo do final da época de ouro da RKO Radio Pictures.

## Sinopse
A bordo de um navio dirigido de Hong Kong ao território português de Macau, estão Lawrence Trumble (William Bendix), um detective de Nova Iorque disfarçado de comerciante, Julie Benson (Jane Russel), uma bela aventureira e cantora de "clube nocturno", e Nick Cochran (Robert Mitchum), um americano errante que não pode regressar aos Estados Unidos devido a uma acusação judicial relacionada com um tiroteio. O detective Trumble tem seguinte missão: tentar comprometer Halloran, personagem do sub-mundo e proprietário de um casino ilegal, que consegue lucros através de actividades criminosas, e contra quem nunca se conseguiu encontrar provas que o pudessem incriminar de tal. Perante variadas peripécias, Julie e Nick ficam apaixonados um pelo outro. De repente Julie consegue trabalho como cantora no casino de Halloran, mas Nick é preso pelo detective Trumble, que torna-se obcecado pelo caso e faz de tudo para acabar com Nick e Halloran. A partir daí, começa um itinerário de violência, traição e perseguição ferozes, sem ter fim.

## Elenco
- Robert Mitchum como Nick Cochran
- Jane Russell como Julie Benson

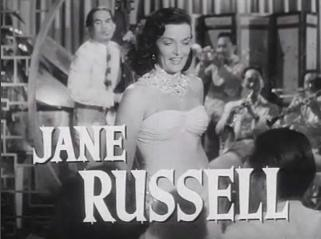
Captura de ecrã da actriz Jane Russell no trailer.

- William Bendix como Lawrence C. Trumble
- Thomas Gomez como Lt. Sebastian
- Gloria Grahame como Margie
- Brad Dexter como Vincent Halloran
- Edward Ashley como Martin Stewart
- Philip Ahn como Itzumi
- Vladimir Sokoloff como Kwan Sum Tang